# Robert Patterson
Robert Patterson (Cappagh, County Tyrone (Ierland), 20 januari 1792 – Philadelphia (Pennsylvania, Verenigde Staten) 7 augustus 1881) was een generaal-majoor tijdens de Mexicaans-Amerikaanse Oorlog en de Amerikaanse Burgeroorlog. Tijdens de burgoorlog vocht hij op 2 juli 1861 een kleine slag uit met de Zuidelijke kolonel Thomas Jackson bij  Hoke's Run waar hij de overwinning behaalde. Hij slaagde er echter niet in om het kleinere Zuidelijke leger onder leiding van Joseph E. Johnston in de Shenandoahvallei te blokkeren wat uiteindelijk een oorzaak was van de Noordelijke nederlaag in de Eerste Slag bij Bull Run. Kort na Bull Run verliep de diensttijd van drie maanden voor zijn vrijwilligers, die het gros van zijn leger vormde. Patterson werd eervol ontslagen uit het leger. Dit was het einde van zijn militaire loopbaan.

## Vroege Jaren en de Oorlog van 1812
Patterson werd geboren in Cappagh, County Tyrone Ierland. Zijn familie werd verbannen uit Ierland door de rol die zijn vader speelde als een aanzetter tot oproer. In 1799 emigreerde hij naar de Verenigde Staten. Patterson kreeg zijn opvoeding in verschillende scholen en vond werk als een klerk in boekhouder kantoor in Philadelphia. Tijdens de Oorlog van 1812 nam hij vrijwillig dienst in de 2nd Pennsylvania militie waar hij promoveerde van kapitein naar kolonel. Kort daarop nam hij dienst in het United States Army. Hij diende in het departement van de kwartiermeester generaal. Hij werd in 1815 eervol ontslagen als kapitein in het reguliere leger. Na de oorlog nam hij deel aan het politieke leven in Pennsylvania.

## De Mexicaans-Amerikaanse Oorlog
Patterson werd aangesteld als generaal-majoor bij de vrijwilligers bij het begin van de Mexicaans-Amerikaanse Oorlog. Hij voerde het bevel over de 2de divisie van het Army of Occupation tijdens de Slag bij Tampico. Zijn naam werd in aanmerking genomen voor de expeditie naar Veracruz, maar dit commando ging uiteindelijk naar Winfield Scott.  Samen met zijn divisie van vrijwilligers nam hij deel aan het Beleg van Veracruz en de Slag bij Cerro Gordo waar hij gewond raakte. Hij leidde de achtervolging van het Mexicaanse leger en zette als eerste een voet in Xalapa. Zijn leger werd in Xalapa ingekwartierd. Kort daarop vertrok hij terug naar huis samen met de andere soldaten waarvan de diensttijd erop zat. In Pennsylvania kocht hij een 30-tal katoenmolens en vergaarde enige rijkdom. Patterson bleef ook een invloedrijk figuur in de lokale politiek.

## De Amerikaanse Burgeroorlog
Patterson kreeg bij het uitbreken van de burgeroorlog opnieuw een militaire benoeming.
Hij werd aangesteld als generaal-majoor van de Pennsylvania volunteers en nam het commando op zich van het Department of Pennsylvania en het Army of the Shenandoah. In 1861 kreeg hij van Winfield Scott, nu opperbevelhebber van de Noordelijke legers, een vaag omschreven bevel om Harpers Ferry in te nemen. Hij slaagde er niet in om deze orders uit te voeren. Hoewel hij de overwinning behaalde na de Slag bij Hoke's Run kon hij het Zuidelijke leger van brigadegeneraal Joseph E. Johnston niet tegenhouden die vanuit Winchester oprukte. Dit zou de doorslag geven in het voordeel van de Zuidelijken tijdens de Eerste Slag bij Bull Run. Patterson werd eind juli eervol ontslagen uit het leger.

## Latere jaren
Patterson keerde terug naar zijn katoenmolens en schreef een boek over de veldtocht in 1861. Tussen 1867 en 1881 was hij de voorzitter van de Aztec Club of 1847. Hij kreeg een onderscheiding van companion in de Military Order of the Loyal Legion of the United States.
Hij overleed in Philadelphia en werd bijgezet in Laurel Hill Cemetery. Zijn zoon Francis Engle Patterson  en zijn schoonzoon John Joseph Abercrombie waren beiden generaal in het Noordelijke leger tijdens de Amerikaanse Burgeroorlog.

## Militaire loopbaan
- Captain: 2 oktober 1812[1]
- Lieutenant Colonel:
- Colonel: 2 april 1813[1]
- First Lieutenant (USA): 5 april 1813[1]
- Captain (USA): 24 juni 1813[1]
- Major General: 7 juli 1846[1]
- Major General of Pennsylvania volunteers: 15 april 1861
- Eervol ontslag (USA): 27 juli 1861[5]